# Qingtongxia
Qingtongxia is een stad in Ningxia in het noorden van China. Qingtongxia heeft meer dan 200.000 inwoners. Het is de hoofdplaats van het arrondissement Qingtongxia. Veel inwoners van Qingtongxia zijn moslim. Door Qingtongxia loopt de nationale weg G109.